# 마테오 콘티니
마테오 콘티니(이탈리아어: Matteo Contini, 1980년 4월 16일 ~ )는 이탈리아의 전 축구 선수이다.